# Frank Serpico

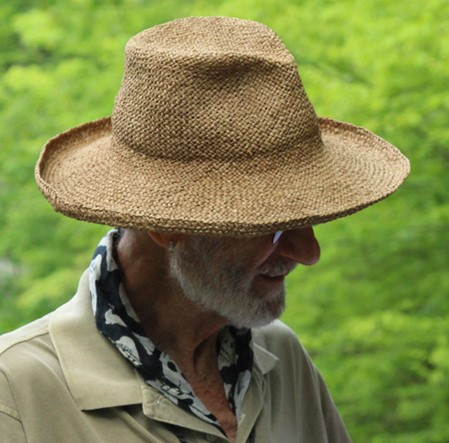
Frank Serpico (2013)

Francesco Vincent Serpico (n. 14 aprilie 1936) este un fost ofițer de poliție al Departamentului de Poliție din New York City, care a devenit celebru după ce a depus mărturie împotriva corupției din poliție în 1971 . Serpico a devenit și mai faimos odată cu apariția filmului Serpico din 1973 cu Al Pacino în rolul titular. 